# Anne-Marie Patan
Anne-Marie Patan (18 gennaio 1951) è un'ex cestista francese.

## Carriera
Con la Francia ha disputato i Campionati europei del 1976.